# Pilipectus ocellatus
Pilipectus ocellatus är en fjärilsart som beskrevs av George Thomas Bethune-Baker 1910. Pilipectus ocellatus ingår i släktet Pilipectus och familjen nattflyn. Inga underarter finns listade i Catalogue of Life.